# Фасции

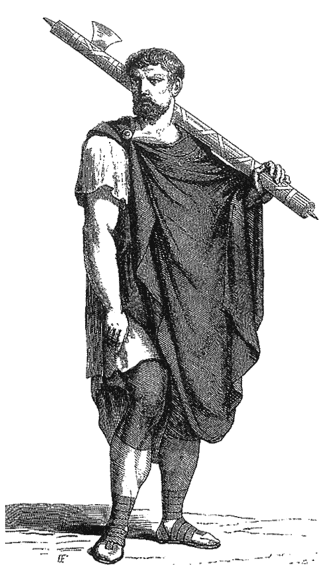
Ликтор с фасциями

Фа́сции (лат. fasces) иначе фа́ски, фа́сцы, также ли́кторские пучки́ — пучки вязовых или берёзовых прутьев, перетянутые красным шнуром или связанные ремнями, фашина. Атрибут власти древнеримских царей, в эпоху Республики — высших магистратов.
Первоначально символизировали право магистрата добиваться исполнения своих решений силой и наказывать (сечь). Вне пределов города в фасции закреплялись топор или секира, символизировавшие дополнительное право магистрата казнить и миловать внегородских подданных. Право ношения фасций перед или за лицом, наделённым властью, закреплялось за ликторами. Внутри городов высшей инстанцией для смертных приговоров был народ, поэтому при входе в город ликтор вынимал холодное оружие из фасции, зачехлял и носил на поясе.
Впоследствии, в геральдике, ликторские фасции стали символизировать государственное и национальное единство. Также воспринимаются как символ защиты государственности. В такой трактовке они используются в наше время множеством государств и организаций.

## Происхождение
Римские цари приняли фасции как символический знак должностной власти из Этрурии. Они использовались в парадах. При императорах служили знаком отличия заслуженным полководцам.
Фасции — инструмент телесных наказаний (розги), вместе с топором — инструментом смертной казни, поскольку ликторы выполняли функции палачей.

## Позднейшая символика

Эмблема Национальной фашистской партии

Изображение фасций можно встретить (как декоративный элемент) во многих постройках XVIII—XIX века. Римские фасции (ликторские связки) — один из основных декоративных элементов французского стиля ампир. Они встречаются на некоторых монетах Второй мировой войны (албанских периода итальянской оккупации и французских периода правительства Виши), на американских 10-центовых монетах (даймах) в период 1916—1945 годов; на итальянских монетах разного номинала времен Муссолини.
В XVIII веке символика внедрилась в США и Францию. Сегодня фасции можно отыскать на эмблеме Франции, монете, памятнике Линкольну, печати Сената и по сторонам трибуны Палаты Представителей США.
Ликторский пучок есть на горжете офицера «легиона Вислы» (1809—1814).
Бенито Муссолини, ведомый идеей восстановления Римской империи, избрал после Первой мировой войны фасции символом своей партии, откуда и появилось её название — Национальная фашистская партия.
Символ ликторской фасции используется на эмблеме Главного управления исполнения наказаний Министерства юстиции РФ (ныне Федеральная служба исполнения наказаний).
В некоторых местностях изготовление, распространение или демонстрация изображений фасций могут быть запрещены законом. Так, например, в Москве с 1997 по 2002 год действовал закон, предусматривавший административную ответственность за это (фасции упомянуты в явном виде).

## В России
Фасции являются неотъемлемой частью герба Федеральной службы исполнения наказаний и её различных подразделений, Федеральной службы судебных приставов, а также эмблемы и герба Федеральной службы по надзору в сфере образования и науки (Рособрнадзора), а также военной полиции Министерства обороны Российской Федерации.

## Галерея

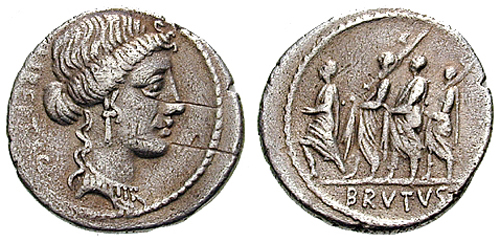
Римский денарий 54 года до н.э. Древнеримская богиня Свободы/Консул Луций Юний Брут между двумя ликторами.
Эмблема Франции
Герб французской коммуны Вильжюиф
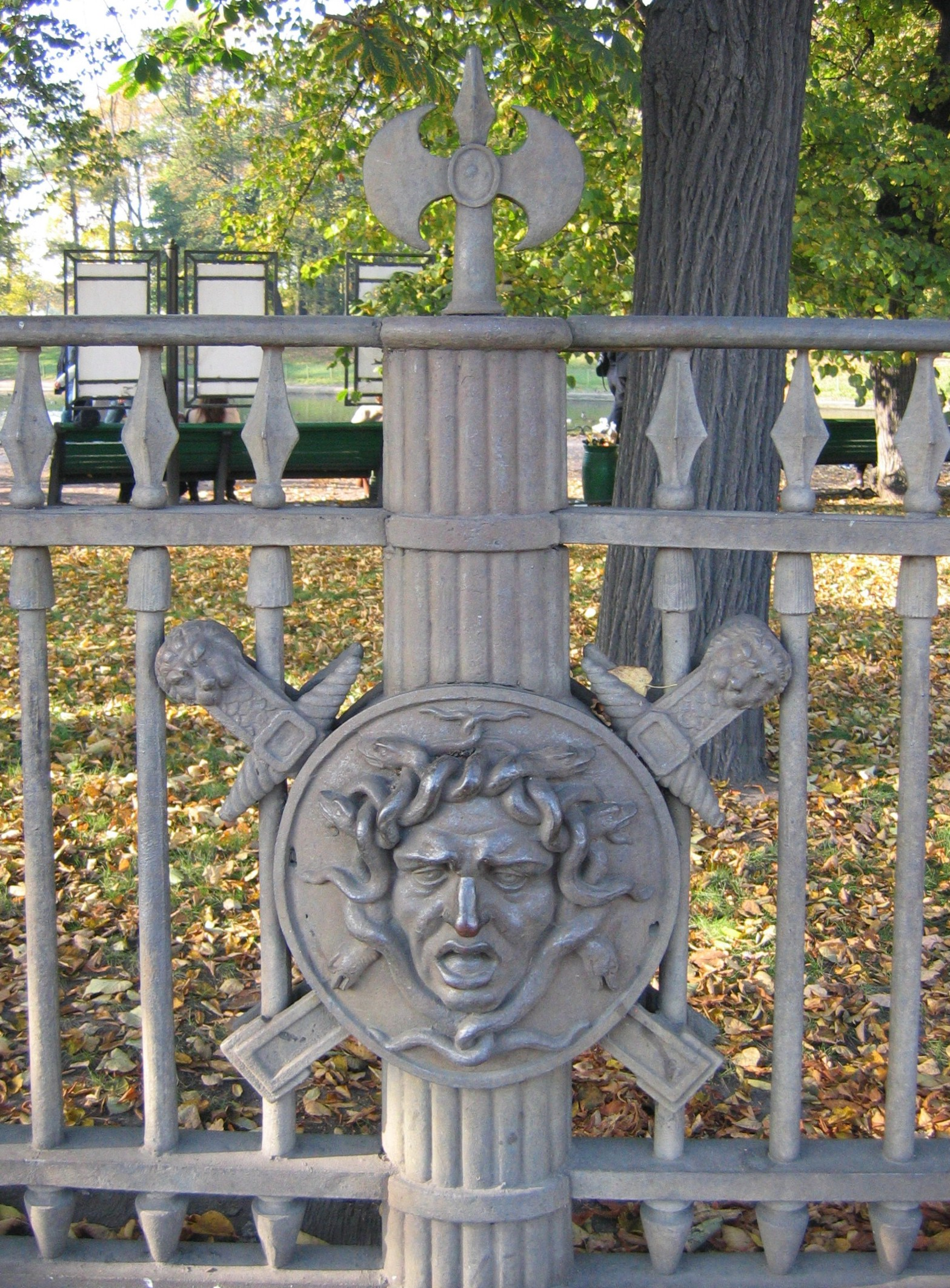
Фасции на решётке Летнего сада, Санкт-Петербург
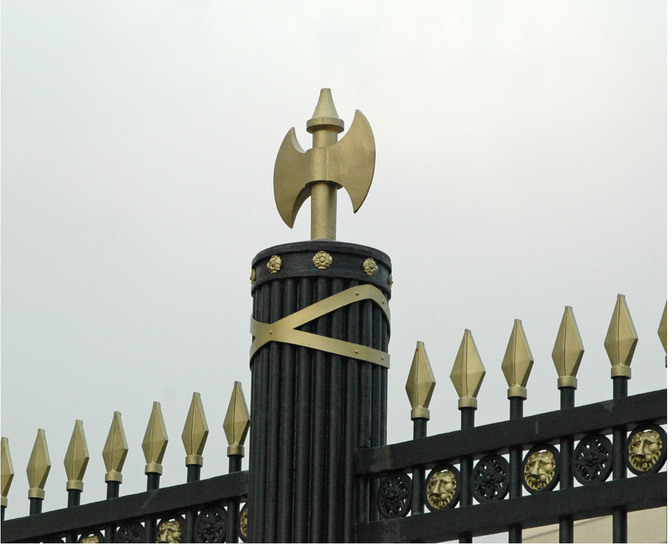
Фасции на столбах ограды Александровского сада, Москва, Кремль
Эмблема Федеральной службы судебных приставов РФ
Эмблема Федеральной службы исполнения наказаний РФ
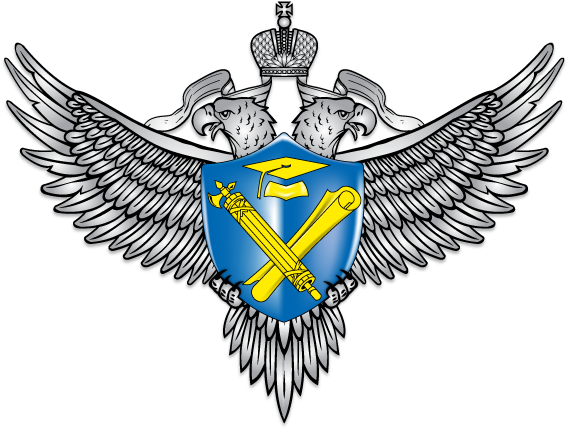
Эмблема Федеральной службы по надзору в сфере образования и науки РФ
Эмблема военной службы правопорядка Украины
Нарукавная нашивка 18-й бригады военной полиции США
Эмблема Административного управления судов США
Эмблема 119-го Сената США